# Tarō Okamoto
Tarō Okamoto (岡本 太郎, Okamoto Tarō, 26 de fevereiro de 1911 – 7 de janeiro de 1996) foi um artista japonês conhecido por suas pinturas e esculturas abstratas e de vanguarda.

## Biografia
Taro Okamoto é  filho do cartunista Ippei Okamoto e da escritora Kanoko Okamoto. Ele nasceu na aldeia de Takatsu,  em Kawasaki, prefeitura de Kanagawa.
Estudou na Sorbonne nos anos 1930 e criou muitas obras de arte, após a II Guerra Mundial. Foi um artista e escritor prolífico até sua morte.
Entre os artistas com os quais Okamoto se associou durante a sua estadia em Paris estiveram André Breton (1896-1966), o líder do Surrealismo, e Kurt Seligmann (1900-62), um artista Surrealista suiço, que era a autoridade surrealista em magia e que conheceu os pais de Okamoto, Ippei e Kanoko Okamoto, durante uma viagem ao Japão, em 1936. Okamoto também se associou com Pablo Picasso, Man Ray, Robert Capa e sua parceira, Gerda Taro, que adotou o primeiro nome de Okamoto como seu próprio sobrenome.
Em 1950, recebeu uma encomenda da loja de departamentos Oriental Nakamura  na cidade de Nagoya, para criar um grande mural na fachada principal da sua loja. O mural foi demolido após a Oriental Nakamura ser comprada pela Mitsukoshi na década de 1970. Em 1964, Taro Okamoto publicou um livro intitulado" Shinpi Nihon (Mistérios no Japão). Seu interesse em mistérios japoneses foi provocado por uma visita feita ao Museu Nacional de Tóquio. Depois de ficar intrigado com a cerâmica Jōmon  que encontrou lá, ele viajou por todo o Japão para investigar o que ele entendia como o mistério que se encontra sob a cultura japonesa e, em seguida, ele publicou Nihon Sai hakken－Geijutsu Fudoki (Redescoberta do Japão－Topografia de Arte).
Uma de suas obras mais famosas, a Torre do Sol, tornou-se o símbolo da Expo '70 em Suita, Osaka, 1970. Ela representa o passado (parte baixa), presente (parte do meio) e o futuro (face) da raça humana. Está localizada no centro do Parque Memorial Expo.
Depois de estar perdido por 30 anos, no México, em 17 de novembro de 2008, seu mural "O Mito do Amanhã" (明日の神話, asu no shinwa), retratando os efeitos de uma bomba atômica, foi revelado em sua nova localização permanente na Estação de Shibuya, em Tóquio. Nele, uma figura humana queima e outras parecem correr das chamas. A obra foi feita para o Hotel de México na cidade do México por Manuel Suarez y Suarez.
Kawasaki, sua cidade natal, construiu o  Museu de Arte Taro Okamoto no distrito de Tama , a noroeste da cidade. Seu estúdio/casa também está aberto para visitantes e está localizado em Aoyama, em Tóquio.